# Степногірський заказник
Степногірський — ботанічний заказник місцевого значення. Об'єкт розташований на території Василівського району Запорізької області, біля смт Степногірська.
Площа — 22,8 га, статус отриманий у 1999 році.